# Максім Шано
Максім Шано (фр. Maxime Chanot, нар. 21 січня 1990, Нансі) — люксембурзький футболіст, захисник збірної Люксембургу та американського клубу «Нью-Йорк Сіті».

## Клубна кар'єра
Вихованець французьких клубів «Нансі» та «Реймс» 2007 року підписав свій перший контракт з англійським клубом «Шеффілд Юнайтед» на два роки, але частину сезону 2008 провів в оренді іншого англійського клубу «Менсфілд Таун». 
У листопаді 2009 повернувся на батьківщину до клубу Ліги 1 «Ле-Ман», але знову опинився в оренді — цього разу в складі французького клубу «Геньон», за який провів 16 матчів.
У вересні 2011 підписав однорічний контракт з бельгійським клубом РВС «Брюссель», у якому він став основним гравцем, про що свідчать 44 матчі та один забитий гол.
У 2013-му, відігравши 15 матчів за команду першого бельгійського дивізіону «Беєрсхот», Шено підписує трирічний контракт з клубом Ліги Жупіле «Кортрейк», у якому він стає одним з найкращих захисників ліги. Максимом цікавляться такі відомі клуби, як англійський «Квінз Парк Рейнджерс» та італійський «К'єво», а обирає він американський клуб «Нью-Йорк Сіті», який, між іншим, тренує відомий у минулому французький футболіст Патрік Вієйра.
16 липня 2016 з'явилось повідомлення про підписання контракту між клубом «Нью-Йорк Сіті» та Шено, а вже 30 липня захисник дебютував у матчі МЛС проти «Колорадо Репідз», у якому «містяни» здобули впевнену перемогу 5:1.

## Виступи за збірну
У 2013 році Шано дебютував в офіційних матчах у складі національної збірної Люксембургу. Наразі провів у формі головної команди країни 24 матчі, забив 2 голи.

### Статистика голів у складі збірної
| №  | Дата              | Стадіон                                      | Суперник   | Рахунок | Результат | Турнір            |
| -- | ----------------- | -------------------------------------------- | ---------- | ------- | --------- | ----------------- |
| 1. | 4 червня 2014     | Стадіо Маркантоніо Бентегоді, Верона, Італія | Італія     | 1–1     | 1–1       | Товариський матч  |
| 2. | 13 листопада 2016 | Жозі Бартель, Люксембург, Люксембург         | Нідерланди | 1–1     | 1–3       | Відбір до ЧС 2018 |